# Popești, Iași
Popesti là một xã thuộc hạt Iași, România. Dân số thời điểm năm 2002 là 4139 người.